# Bầu cử tổng thống Hoa Kỳ 1796
Cuộc bầu cử tổng thống Hoa Kỳ năm 1796 là cuộc bầu cử tổng thống lần thứ ba. Nó được tổ chức từ thứ Sáu, ngày 4 tháng 11 đến thứ Tư, ngày 7 tháng 12 năm 1796. Đây là cuộc bầu cử tổng thống Mỹ đầu tiên, cuộc bầu cử tổng thống đầu tiên trong đó các đảng chính trị đóng vai trò chi phối và là cuộc bầu cử tổng thống duy nhất trong đó một tổng thống và phó tổng thống được bầu từ hai phe đối lập. Phó Tổng thống đương nhiệm John Adams của Đảng Liên bang đã đánh bại cựu Ngoại trưởng Thomas Jefferson của Đảng Dân chủ Cộng hoà.
Với việc Tổng thống đương nhiệm George Washington đã từ chối nhiệm kỳ thứ ba, cuộc bầu cử năm 1796 đã trở thành cuộc bầu cử tổng thống đầu tiên của Hoa Kỳ trong đó các đảng chính trị tranh cử tổng thống. Những người Liên bang ủng hộ Adams và Đảng Dân chủ Cộng hòa ủng hộ Jefferson, nhưng mỗi đảng điều hành nhiều ứng cử viên. Theo các quy tắc bầu cử được đưa ra trước khi phê chuẩn năm 1804 của Tu chính án thứ mười hai, các thành viên của Đại Cử tri Đoàn mỗi phiếu bầu hai phiếu, không có sự phân biệt giữa phiếu bầu cho tổng thống và phiếu bầu cho phó tổng thống. Để được bầu làm tổng thống, ứng cử viên chiến thắng đã phải giành được số phiếu của đa số cử tri. Nếu không có cá nhân nào chiếm được đa số, Hạ viện sẽ tổ chức một cuộc bầu cử dự phòng.
Adams đã được bầu làm tổng thống với 71 phiếu đại cử tri, nhiều hơn một phiếu với mức cần thiết cho đa số. Adams đã giành chiến thắng bằng cách nhận được phiếu bầu cử của New England và giành được phiếu bầu từ một số bang khác, đặc biệt là các bang thuộc khu vực Trung Đại Tây Dương. Jefferson đã nhận được 68 phiếu đại cử tri và được bầu làm phó tổng thống. Cựu Thống đốc Thomas Pinckney của South Carolina, một người Liên bang, kết thúc với 59 phiếu đại cử tri, trong khi Thượng nghị sĩ Aaron Burr, một ứng cử viên đảng Dân chủ Cộng hòa từ New York, đã giành được 30 phiếu đại cử tri. 48 phiếu bầu còn lại đã được phân tán trong số chín ứng cử viên khác. Phản ánh bản chất tiến hóa của cả hai đảng, một số đại cử tri đã bỏ một phiếu cho một ứng cử viên Liên bang và một phiếu cho ứng cử viên Đảng Dân chủ Cộng hòa. Cuộc bầu cử đánh dấu sự hình thành của Hệ thống Đảng đầu tiên, và thiết lập sự cạnh tranh giữa những người Liên bang ở New England và những người Dân chủ Cộng hòa ở miền Nam, với các bang trung lập nắm giữ cán cân quyền lực (New York và Maryland là các bang bầu cử quan trọng, và giữa họ chỉ bỏ phiếu cho một người thua cuộc một lần trong khoảng từ 1789 đến 1820).

## Ứng cử viên
Với việc Washington nghỉ hưu sau hai nhiệm kỳ, cả hai đảng lần đầu tiên tìm kiếm tổng thống. Trước khi phê chuẩn tu chính án lần thứ 12 vào năm 1804, mỗi cử tri sẽ bỏ phiếu cho hai người, nhưng không thể chỉ ra lá phiếu nào dành cho tổng thống và cái nào dành cho phó tổng thống. Thay vào đó, người nhận được nhiều phiếu đại cử tri nhất sẽ trở thành tổng thống và phó tổng thống là người về nhì. Do đó, cả hai đảng đã đề cử nhiều ứng cử viên cho chức tổng thống, với hy vọng giữ một trong những đối thủ của họ không phải là người về nhì. Những ứng cử viên này tương đương với những người liên danh hiện đại, nhưng theo luật, họ đều là ứng cử viên cho chức tổng thống. Do đó, cả Adams và Jefferson đều bị một số thành viên trong chính đảng của họ phản đối de jure. Kế hoạch là để một trong số các đại cử tri bỏ phiếu cho ứng cử viên chính của đảng (Adams hoặc Jefferson) và một ứng cử viên bên cạnh người liên danh chính, do đó đảm bảo rằng ứng cử viên chính sẽ có nhiều phiếu hơn so với người liên danh.

### Ứng cử viên liên bang
Ứng cử viên của Đảng Liên bang là John Adams từ Massachusetts, phó tổng thống đương nhiệm và là người có tiếng nói hàng đầu trong thời kỳ Cách mạng. Hầu hết các nhà lãnh đạo Liên bang đã xem Adams, người đã hai lần được bầu làm phó tổng thống, là người thừa kế đương nhiên của Washington. Người liên danh chính của Adams là Thomas Pinckney, cựu thống đốc Nam Carolina, người đã đàm phán Hiệp ước San Lorenzo với Tây Ban Nha. Pinckney đồng ý chạy đua sau sự lựa chọn đầu tiên của nhiều nhà lãnh đạo đảng, cựu Thống đốc Patrick Henry của Virginia, từ chối tham gia cuộc đua. Alexander Hamilton, người cạnh tranh với Adams để lãnh đạo đảng, đã làm việc ở hậu trường để bầu Pinckney thay Adams bằng cách thuyết phục các cử tri của Jefferson từ Nam Carolina bỏ phiếu thứ hai cho Pinckney. Hamilton đã thích Adams hơn so với Jefferson, và ông đã thúc giục các đại cử tri Liên bang bỏ phiếu cho Adams và Pinckney.  

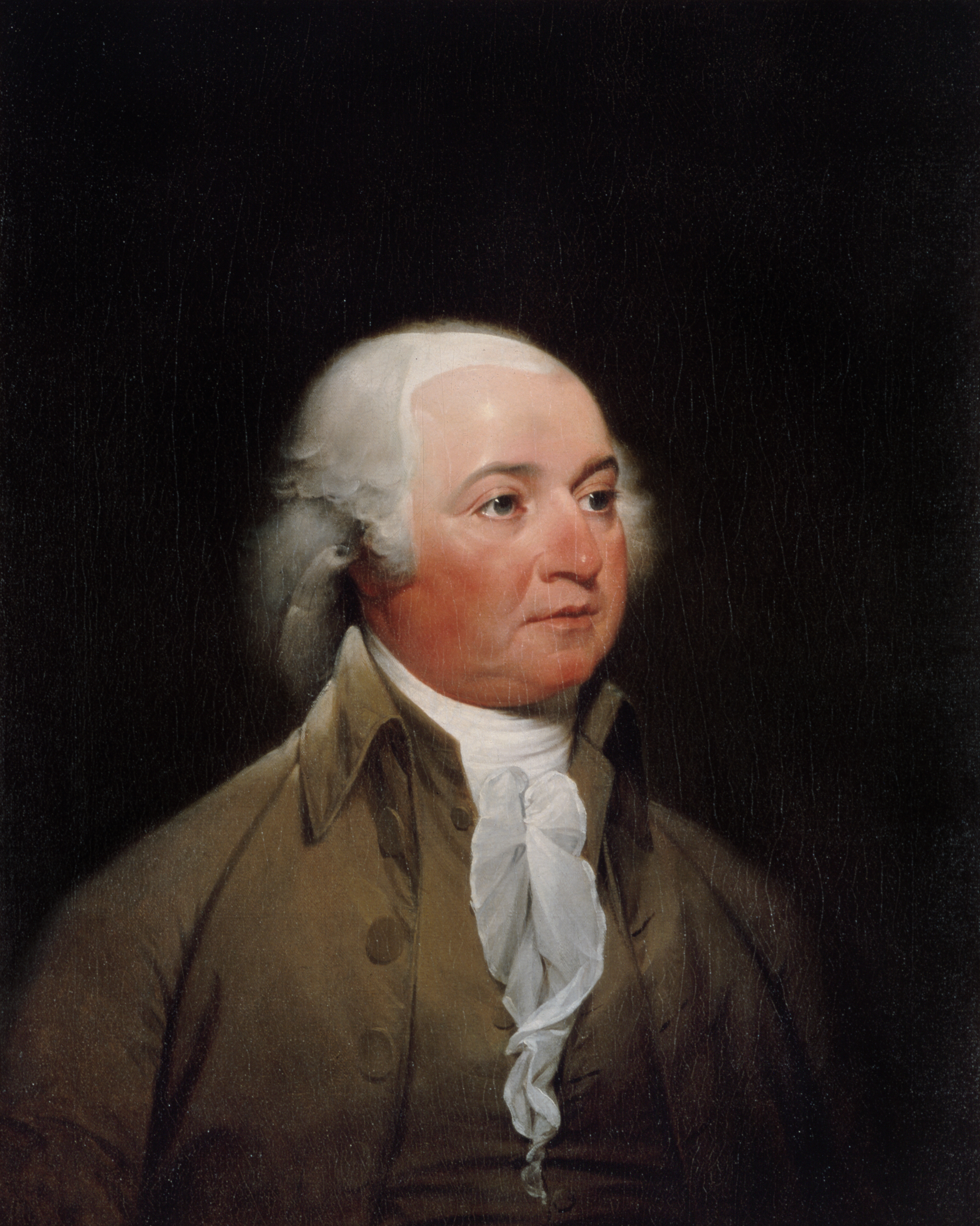
John Adams, Phó Tổng thống
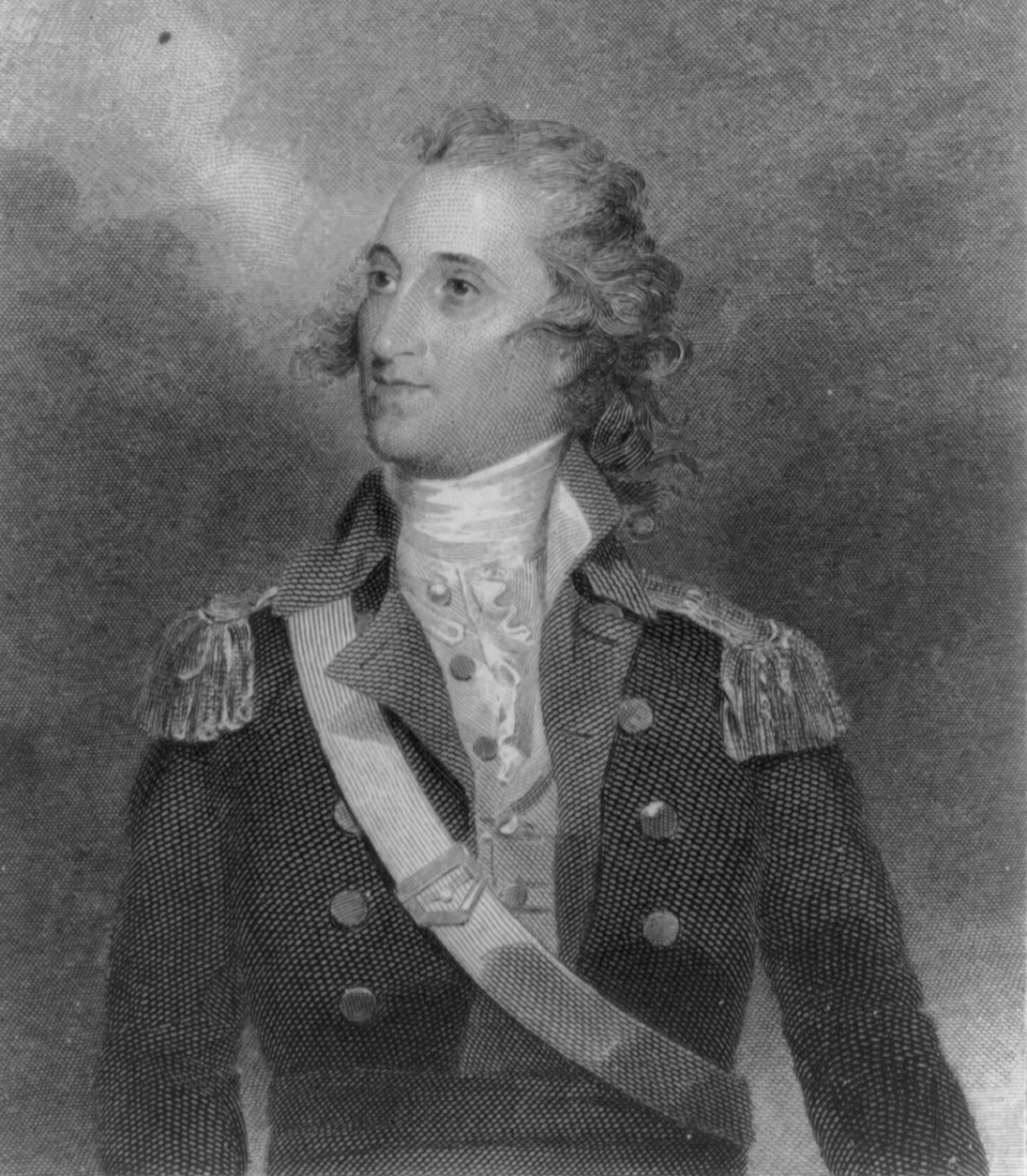
Thomas Pinckney, Cựu Thống đốc Nam Carolina
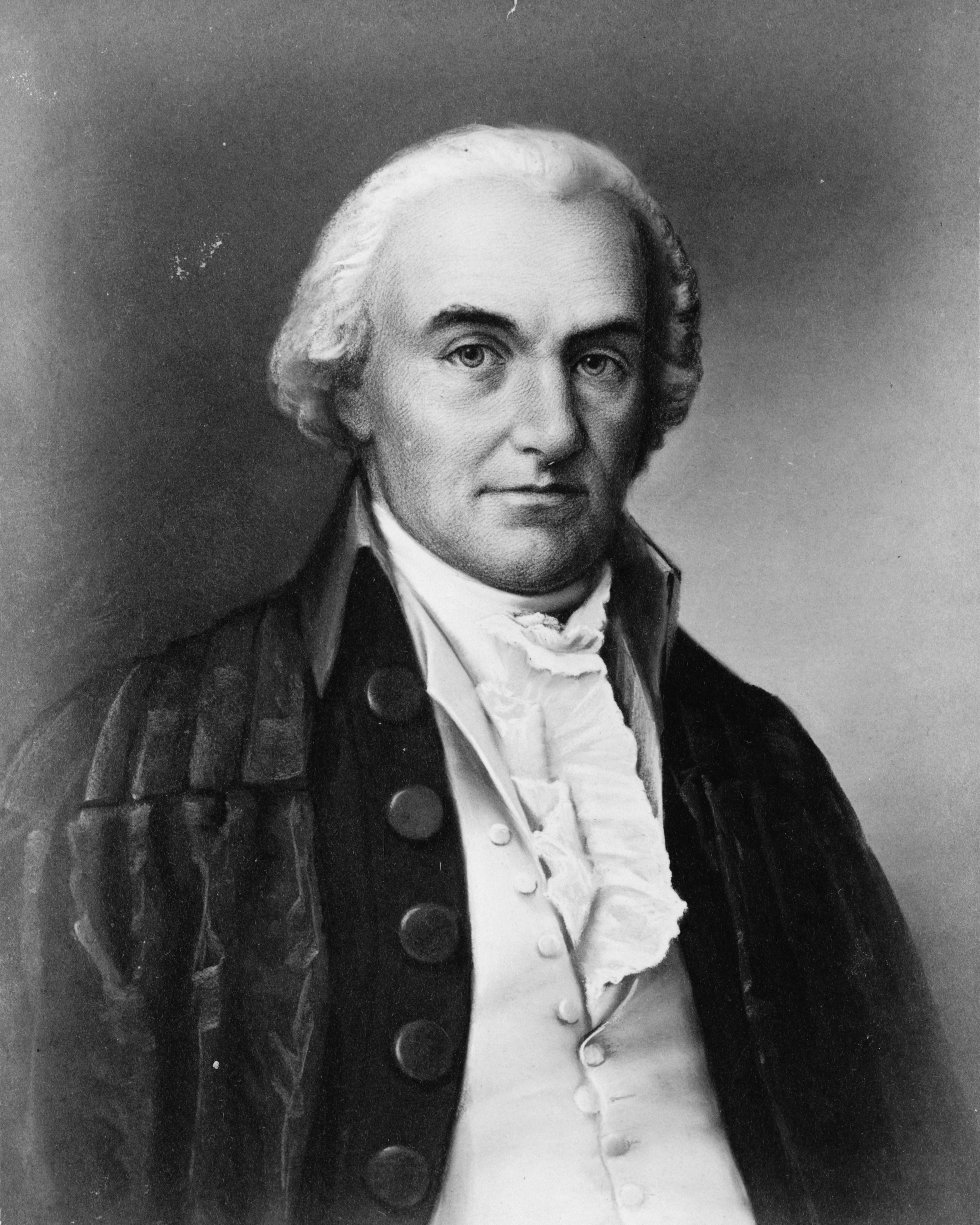
Oliver Ellsworth, Chánh án Toà án Tối cao, từ Connecticut
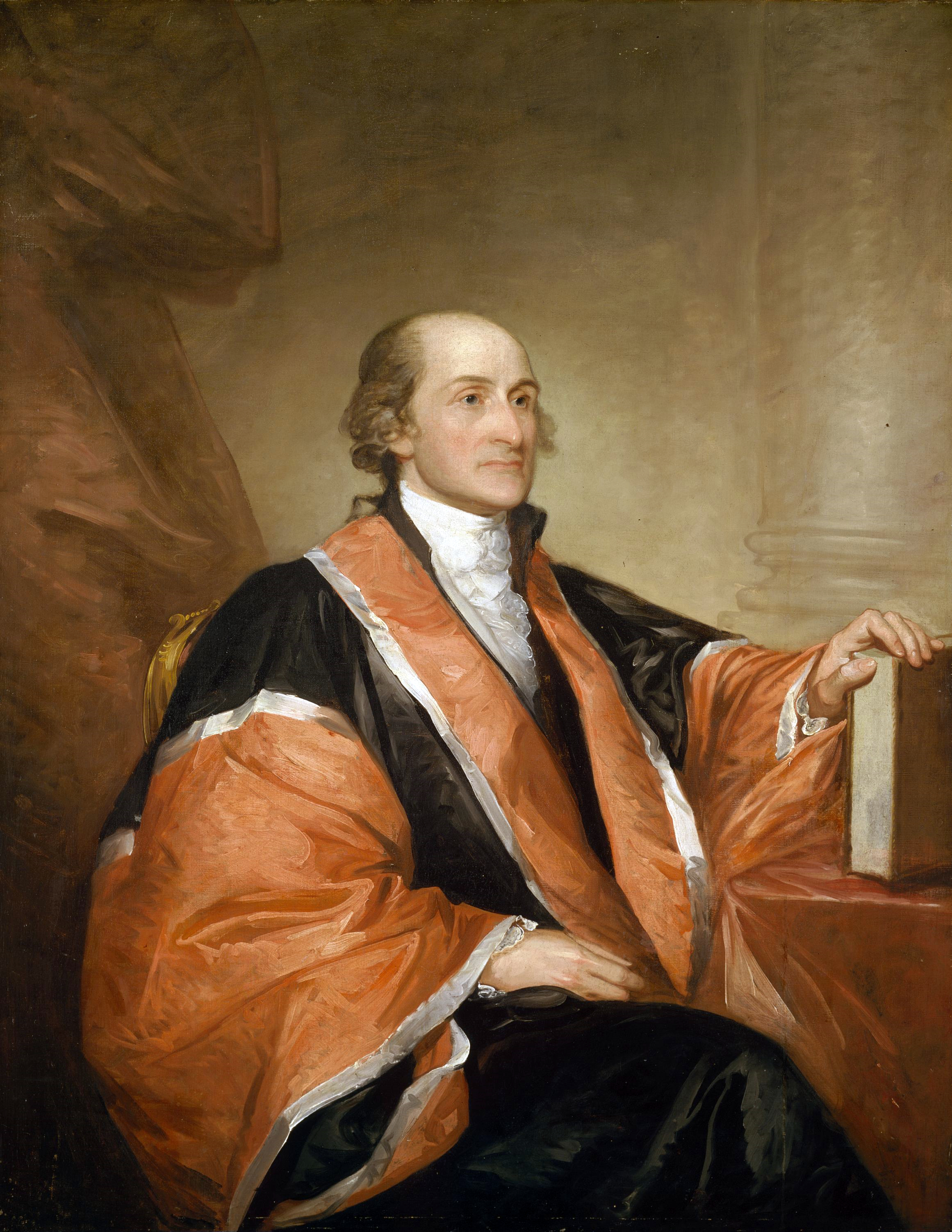
John Jay, Thống đốc New York
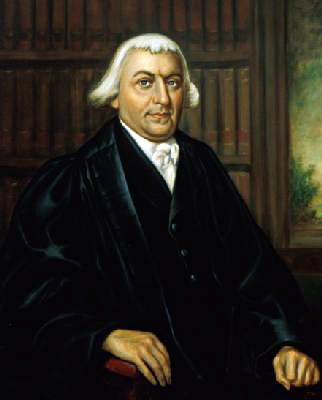
James Iredell, Phó Chánh án Toà án Tối cao Hoa Kỳ, từ Bắc Carolina
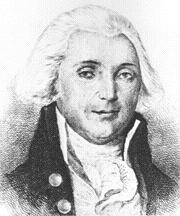
Samuel Johnston, Cựu Thượng Nghị sĩ từ Bắc Carolina
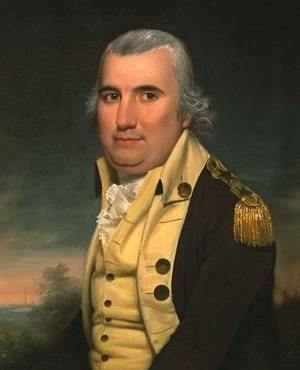
Charles Pinckney, Đại sứ Hoa Kỳ tại Pháp từ Nam Carolina

### Ứng cử viên đảng Dân chủ Cộng hòa
Đảng Dân chủ Cộng hoà thống nhất ủng hộ cựu Ngoại trưởng Thomas Jefferson, người đã đồng sáng lập đảng với James Madison và những người khác để phản đối chính sách của Hamilton. Đảng Dân chủ Cộng hòa đã tìm cách đoàn kết đằng sau một ứng cử viên phó tổng thống. Với sự nổi tiếng mạnh mẽ nhất của Jefferson ở miền Nam, nhiều nhà lãnh đạo đảng muốn có một ứng cử viên miền Bắc làm người liên danh của Jefferson. Các lựa chọn phổ biến bao gồm Thượng nghị sĩ Pierce Butler của Nam Carolina và ba người New York: Thượng nghị sĩ Aaron Burr, Tổng chưởng lý New York Robert R. Livingston, và cựu Thống đốc George Clinton, để trở thành ứng cử viên năm 1796 của đảng cho chức phó tổng thống. Một nhóm các nhà lãnh đạo đảng Dân chủ Cộng hòa đã gặp nhau vào tháng 6 năm 1796 và đồng ý ủng hộ cho Jefferson làm Tổng thống và Burr làm phó tổng thống. 

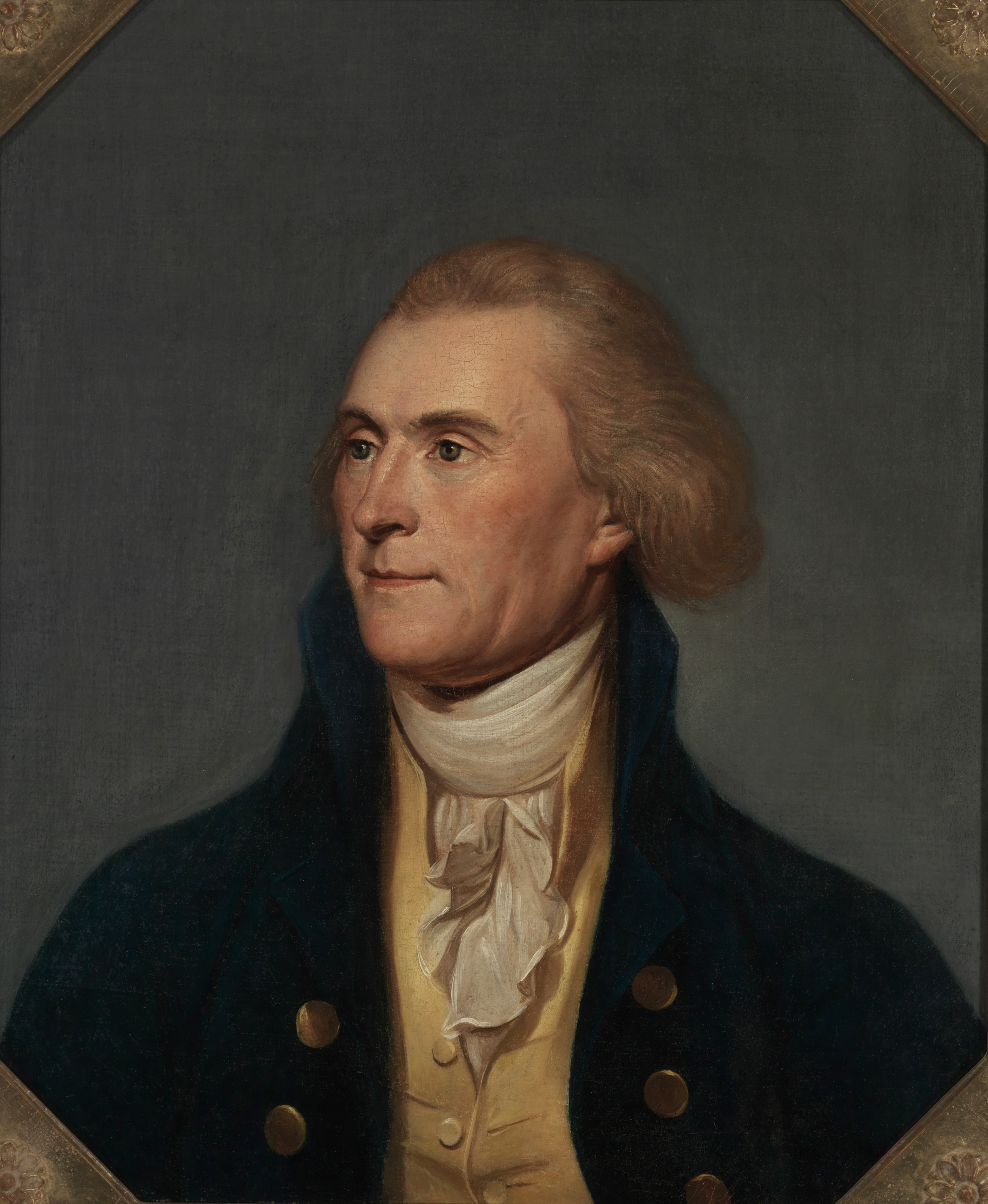
Thomas Jefferson, Cựu Ngoại trưởng Hoa Kỳ
Aaron Burr, Thượng Nghị sĩ từ New York
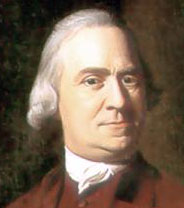
Samuel Adams, Thống đốc Massachusetts
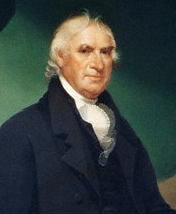
George Clinton, Cựu Thống đốc New York

## Kết quả
Tennessee đã được nhận vào Hoa Kỳ sau cuộc bầu cử năm 1792, tăng Đại cử tri lên 138 đại cử tri.
Chiến dịch tập trung ở các bang quan trọng như New York và Pennsylvania. Adams và Jefferson đã giành được 139 phiếu bầu tổng hợp từ 138 thành viên của Đại cử tri đoàn. Những người Liên bang nhận phiếu mọi bang phía bắc của dòng Mason-Dixon, ngoại trừ Pennsylvania. Tuy nhiên, một cử tri bầu cử ở Pennsylvania đã bỏ phiếu cho Adams. Đảng Dân chủ Cộng hòa đã giành được phiếu bầu của hầu hết các đại cử tri miền Nam, nhưng các đại cử tri của Maryland và Delaware đã dành phần lớn phiếu bầu cho các ứng cử viên Liên bang, trong khi cử tri Bắc Carolina và Virginia đều cho Adams một phiếu bầu.
Trên toàn quốc, hầu hết các đại cử tri đã bỏ phiếu cho Adams và một người Liên bang thứ hai hoặc cho Jefferson và một người Dân chủ Cộng hòa thứ hai, nhưng có một số trường hợp ngoại lệ cho quy tắc này. Một cử tri ở Maryland đã bỏ phiếu cho cả Adams và Jefferson, và hai cử tri bỏ phiếu cho Washington, người đã không vận động và không chính thức liên kết với một trong hai bên. Pinckney đã giành được số phiếu thứ hai từ đa số cử tri đã bỏ phiếu cho Adams, nhưng 21 đại cử tri từ New England và Maryland đã bỏ phiếu thứ hai cho các ứng cử viên khác, bao gồm cả Chánh án Oliver Ellsworth. Những người đã bỏ phiếu cho Jefferson đã ít đoàn kết hơn đáng kể trong lựa chọn thứ hai của họ, mặc dù Burr đã giành được một số lượng lớn các cử tri của Tổng thống. Tất cả tám cử tri ở bang Nam Carolina của Pinckney, cũng như ít nhất một cử tri ở Pennsylvania, đã bỏ phiếu bầu của họ cho Jefferson và Pinckney. Ở Bắc Carolina, Jefferson đã giành được 11 phiếu, nhưng 13 phiếu còn lại được trải đều giữa sáu ứng cử viên khác nhau từ cả hai bên. Ở Virginia, hầu hết các đại cử tri đã bỏ phiếu cho Jefferson và Thống đốc Samuel Adams của Massachusetts.
Kết quả cuối cùng là Adams đã nhận được 71 phiếu đại cử tri, nhiều hơn một phiếu so với yêu cầu được bầu làm tổng thống. Nếu bất kỳ hai trong số ba đại cử tri Adams ở Pennsylvania, Virginia và Bắc Carolina đã bỏ phiếu cho những người khác thì Adams không thể thắng cử. Jefferson đã nhận được 68 phiếu bầu, nhiều hơn chín phiếu so với Pinckney và được bầu làm phó tổng thống. Burr kết thúc ở vị trí thứ tư xa với 30 phiếu. Chín cá nhân khác nhận được 48 phiếu bầu còn lại. Nếu Pinckney đã giành được phiếu bầu thứ hai của tất cả các đại cử tri ở New England đã bỏ phiếu cho Adams, thì ông ta sẽ được bầu làm tổng thống thay Adams và Jefferson.
| Ứng cử viên tổng thống         | Buổi tiệc                      | Nhà nước                       | Bình chọn phổ biến (a), (b), (c) | Bình chọn phổ biến (a), (b), (c) | Bầu cử |
| Ứng cử viên tổng thống         | Buổi tiệc                      | Nhà nước                       | Số phiếu                         | %                                | Bầu cử |
| ------------------------------ | ------------------------------ | ------------------------------ | -------------------------------- | -------------------------------- | ------ |
| John Adams                     | Liên bang                      | Massachusetts                  | 35.726                           | 53,4%                            | 71     |
| Thomas Jefferson               | Dân chủ Cộng hòa               | Virginia                       | 31,115                           | 46,6%                            | 68     |
| Thomas Pinckney                | Liên bang                      | Nam Carolina                   | -                                | -                                | 59     |
| Aaron Burr                     | Dân chủ Cộng hòa               | New York                       | -                                | -                                | 30     |
| Samuel Adams                   | Dân chủ Cộng hòa               | Massachusetts                  | -                                | -                                | 15     |
| Oliver Ellsworth               | Liên bang                      | Connecticut                    | -                                | -                                | 11     |
| George Clinton                 | Dân chủ Cộng hòa               | New York                       | -                                | -                                | 7      |
| John Jay                       | Liên bang                      | New York                       | -                                | -                                | 5      |
| James Iredell                  | Liên bang                      | Bắc Carolina                   | -                                | -                                | 3      |
| George Washington              | Độc lập                        | Virginia                       | -                                | -                                | 2      |
| John Henry                     | Liên bang                      | Maryland                       | -                                | -                                | 2      |
| Samuel Johnston                | Liên bang                      | Bắc Carolina                   | -                                | -                                | 2      |
| Charles Pinckney               | Liên bang                      | Nam Carolina                   | -                                | -                                | 1      |
| Toàn bộ                        | Toàn bộ                        | Toàn bộ                        | 66.841                           | 100,0%                           | 276    |
| Cần thiết để giành chiến thắng | Cần thiết để giành chiến thắng | Cần thiết để giành chiến thắng | Cần thiết để giành chiến thắng   | Cần thiết để giành chiến thắng   | 70     |

| \| Phếu Phổ thông \| Phếu Phổ thông \| Phếu Phổ thông \| Phếu Phổ thông \| Phếu Phổ thông \| \| -------------- \| -------------- \| -------------- \| -------------- \| -------------- \| \| \| \| \| \| \| \| Adams \| Adams \| \| 53.4% \| 53.4% \| \| Jefferson \| Jefferson \| \| 46.6% \| 46.6% \| |           |  |       |       |
| Phếu Phổ thông |           |  |       |       |
| |           |  |       |       |
| Adams | Adams     |  | 53.4% | 53.4% |
| Jefferson | Jefferson |  | 46.6% | 46.6% |

| \| Phiếu Đại cử tri \| Phiếu Đại cử tri \| Phiếu Đại cử tri \| Phiếu Đại cử tri \| Phiếu Đại cử tri \| \| ---------------- \| ---------------- \| ---------------- \| ---------------- \| ---------------- \| \| \| \| \| \| \| \| J. Adams \| J. Adams \| \| 51.4% \| 51.4% \| \| Jefferson \| Jefferson \| \| 49.3% \| 49.3% \| \| Pinckney \| Pinckney \| \| 42.8% \| 42.8% \| \| Burr \| Burr \| \| 21.7% \| 21.7% \| \| S. Adams \| S. Adams \| \| 10.9% \| 10.9% \| \| Ellsworth \| Ellsworth \| \| 8.0% \| 8.0% \| \| Clinton \| Clinton \| \| 5.1% \| 5.1% \| \| Others \| Others \| \| 10.9% \| 10.9% \| |           |  |       |       |
| Phiếu Đại cử tri |           |  |       |       |
| |           |  |       |       |
| J. Adams | J. Adams  |  | 51.4% | 51.4% |
| Jefferson | Jefferson |  | 49.3% | 49.3% |
| Pinckney | Pinckney  |  | 42.8% | 42.8% |
| Burr | Burr      |  | 21.7% | 21.7% |
| S. Adams | S. Adams  |  | 10.9% | 10.9% |
| Ellsworth | Ellsworth |  | 8.0%  | 8.0%  |
| Clinton | Clinton   |  | 5.1%  | 5.1%  |
| Others | Others    |  | 10.9% | 10.9% |